# 陳志龍
陳志龍，台灣法學家、律師、評論家，國立臺灣大學法律學院退休教授，1979年專門職業及技術人員高等考試律師考試及格，曾任國立臺灣大學法律學系教授、國立臺灣大學刑事法學研究中心主任、國立臺灣大學歐洲聯盟法律研究中心主任、國立臺灣海洋大學海洋法律研究所教授、行政院公平交易委員會委員、二二八事件紀念基金會《二二八事件責任歸屬研究報告》「附論一」執筆人、臺灣財經刑法研究學會理事長、台灣司法酷斯拉獎發起人之一、法稅改革聯盟發起人之一，著有《集團化公司治理與財經犯罪預防》、《波濤洶湧臺灣法律80年：民主法治與人權保障》、《臺灣法律發展競爭人格故事》、《人權、法治與社會安全》等書。現為YouTube網路直播節目《龍哥打怪》主持人，對財經、稅務、司法專業評論。
人權聲援事蹟：基隆陳青旭案、919竹北事件

## 著作
- 《人性尊嚴與刑法體系入門》，自版
- 《法益與刑事立法》，國立臺灣大學法學院圖書部1990年初版
- 《檢察官之偵查與檢察制度》，中華民國法務部1998年編印
- 《傳染病檢疫與刑事責任之本土研究》，翰蘆圖書2006年初版
- 《人權、法治與社會安全》（與裴崇德合編），國立臺北大學出版社2010年初版
- 《臺灣法律發展競爭人格故事》，臺灣財經刑法研究學會2014年初版
- 《波濤洶湧臺灣法律80年：民主法治與人權保障》，臺灣財經刑法研究學會2014年初版
- 《集團化公司治理與財經犯罪預防》，國立臺灣大學出版中心2017年初版
- 《正犯與共犯區分》（與陳子平、柯耀程、徐偉群、陳志輝、許澤天、甘添貴合著），元照出版公司2018年初版

## 外部連結
- YouTube《龍哥打怪》播放列表 （页面存档备份，存于）
- 出書沒人敢寫序 前台大教授陳志龍揭密「是誰掏空台灣」 （页面存档备份，存于）
- 台大法律系教授陳志龍：司法轉型正義要先找回良心  （页面存档备份，存于）
- 台大法律系教授陳志龍揭秘：誰在掏空台灣？我們不想失去這座美麗的家園！  （页面存档备份，存于）